# Epsilon Andromedae
Epsilon Andromedae (Eps And, ε Andromedae, ε And), som är stjärnans Bayerbeteckning, är en ensam stjärna i södra delen av stjärnbilden Andromeda. Den har en skenbar magnitud på ungefär 4,37. och är synlig för blotta ögat där ljusföroreningar ej förekommer. Baserat på parallaxmätningar på 19,9 mas under Hipparcosuppdraget befinner den sig på ett avstånd av ca 164 ljusår (ca 50 parsek) från solen. Stjärnan rör sig närmare solen med en radiell hastighet på -84 km/s.

## Egenskaper
Epsilon Andromedae är en gul till vit jättestjärna av spektralklass av G6 III Fe-3 CH1, där suffixnotationen anger att det föreligger ett starkt underskott av järn i spektret och ett överskott av cyanoradikaler. Den antas förbruka helium genom nukleär fusion i sin kärna. Stjärnans omlopp i Vintergatan är mycket excentriskt, vilket gör att det rör sig snabbt i förhållande till solen och dess närliggande stjärnor. Stjärnan har en beräknad massa som är ungefär lika stor  som solens massa, en radie som är ca 9gånger större än solens och utsänder från dess fotosfär ca 51gånger mera energi än solen vid en effektiv temperatur av ca 5 000 K.